# 那彼红螯蛛
那彼红螯蛛（学名：Chiracanthium lapidicolens）为管巢蛛科红螯蛛属的动物。在中国大陆，分布于河北等地。